# 부산항만공사
부산항만공사(釜山港灣公社, Busan Port Authority, BPA)는 부산항의 개발 및 관리 운영에 관한 업무의 전문성과 효율성을 높이고 부산항을 해운, 물류의 중심기지로 육성을 목적으로 설립된 대한민국의 시장형 공기업이다.

## 주요 사업
부산항만공사의 주요 사업은 다음과 같다.

### 항만 시설 관리 운영
- 시설 총괄
  - 접안 시설: 안벽 26,159m, 동시접안능력: 184척
  - 보관 시설: 야적장 동시 1,162톤 야적, 컨테이너 CY 동시 257천 TEU 장치
- 컨테이너 전용부두
  - 한국 허치슨 터미널(1982년 완공) 
 접안 능력: 5만 톤급(DWT) 컨테이너선 4척, 1만 톤급 컨테이너선 1척 동시 접안 가능
 연간하역능력: 120만TEU, 안벽 1,447m, C/C[2] 14기, T/C[3] 32기
  - 신선대 컨테이너 터미널(1991년 완공)
접안 능력: 5만 톤급(DWT) 컨테이너선 4척 동시 접안 가능
 연간 하역 능력: 120만TEU, 안벽 1,200m, C/C 13기, T/C 32기
  - 감만 부두(1997년 완공)
 접안 능력: 5만 톤급(DWT) 컨테이너선 4척 동시 접안 가능
 연간 하역 능력: 120만TEU, 안벽 1,400m, C/C 15기, T/C 40기
  - 신감만 부두(2002년 완공)
 접안 능력: 5만 톤급(DWT) 컨테이너선 2척, 5천톤급(DWT) 컨테이너선 1척 동시접안가능
 연간하역능력: 65만TEU, 안벽 826m, C/C 7기, T/C 16기
  - 우암 부두(1996년 완공, 중소형 컨테이너부두)
 2만톤급(DWT) 1기, 5천 톤급 2기 동시 접안 가능
 연간 하역 능력: 27만TEU, 안벽 500m, C/C 5기, T/C 13기
- 일반부두
  - 제1부두(1944년 완공) 공용부두 
접안 능력 1만 톤급(DWT) 2척, 하역 능력: 120천TEU
  - 제2부두(1944년 완공) 공용부두 
접안 능력 1만 5천 톤급(DWT) 1척, 1만 톤급 3척, 4천 톤급 1척, 하역 능력: 80천TEU
  - 중앙부두(1944년 완공) 부산항중앙부두운영(주)에서 운영
접안 능력 1만 톤급 3척, 하역 능력: 180천TEU
  - 제3부두(1944년 완공) 부산항삼부두운영(주)에서 운영
접안능력 1만5천 톤급 1척, 1만 톤급 1척, 5천 톤급 1척, 5백 톤급 1톤, 하역 능력: 260천 TEU
  - 제4부두(1944년 완공) 부산항사부두운영(주)에서 운영
접안능력 1만5천 톤급 1척, 1만 톤급 1척, 5천 톤급 1척, 하역 능력: 260천TEU
  - 제5부두(양곡부두)
 접안능력 5만 톤급 1척, 하역 능력: 1,210천 톤
  - 제7-1,2부두(1978년 완공) TOC (동국통운, 삼주항운)
7-1부두 접안 능력 5만 톤급 1척, 5천 톤급 2척, 7-2부두 1만 톤급 1척, 하역 능력: 3,740천 톤
  - 제8부두(1980년 완공) 국방부 운영
접안 능력: 1만5천 톤급 1척, 1만 톤급 1척, 5천 톤급 1척, 1천 톤급 1척, 하역 능력: 918천 톤
  - 용호부두
  - 감천항
  - 다대포항
- 부산항여객터미널
  - 국제여객터미널
  - 연안여객터미널

### 부산항 개발 사업
- 부산신항 개발 사업
- 북항 재개발 사업

## 연혁
- 2003년 5월: 항만공사법 제정 (법률 제06918호)
- 2003년 11월: 항만공사법 시행령제정 (대통령령 제18147호)
- 2004년 1월 16일: 부산항만공사 설립

## 조직/인원
- 조직형태: 시장형 공기업(공공기관의 운영에 관한 법률 적용)
- 조직: 3본부 1단 1지사 2사업소
- 인원: 155명12 (임원포함)
- 주무부처: 대한민국 해양수산부

### 사장
- 비서실
- 관리부
- 동북아물류중심연구소
  - 조사분석실
- 항만위원회
- 감사위원회
  - 감사실

#### 경영본부
- 기획조정실
  - 정책기획부
  - 경영지원부
  - 투자예산부
  - 회계자금부
  - 홍보부
  - 혁신평가부

#### 운영본부
- 항만운영실
  - 항만정책부
  - 항만산업지원부
- 감천사업소
- 신항사업소

#### 건설본부
- 건설실
  - 건설기획부
  - 항만건설부
  - 항만시설부
- 첨단항만실
  - 첨단항만부
  - 해외개발부

#### 국제물류사업단
- 물류정책실
  - 항만물류부
  - 부가물류촉진부
  - 국제·전략사업부
  - 정보 보안부
- 서울사무소

#### 재개발사업단
- 개발사업실
  - 투자유치부
  - 해양산업클러스터부

## 같이 보기
- 부산신항국제터미널